# 塚本由晴
塚本 由晴（つかもと よしはる、1965年 - ）は、日本の建築家。東京工業大学環境・社会理工学院建築学系教授。アトリエ・ワン共同主宰。建築家の貝島桃代は妻。

## 人物・経歴
神奈川県茅ヶ崎市出身。神奈川県立湘南高等学校を経て、1987年東京工業大学工学部建築学科卒業。1987年から88年までパリ建築大学ベルビル校（U.P.8）。1992年貝島桃代とアトリエ・ワンを設立。1994年東京工業大学大学院理工学研究科博士課程修了、博士（工学）。坂本一成研究室出身。
2000年東京工業大学大学院理工学研究科建築学専攻准教授。2003年ハーバード大学大学院客員教員。2007年ハーバード大学大学院客員教員、カリフォルニア大学ロサンゼルス校客員准教授。2008年カリフォルニア大学ロサンゼルス校客員准教授。2011年デンマーク王立アカデミー客員教授、Barcelona Institute of Architecture客員教授。
2012年Riba International Fellowship、京都精華大学客員教授。2013年コーネル大学visiting critic。2014年ライス大学客員教授。2015年東京工業大学大学院理工学研究科建築学専攻教授、デルフト工科大学客員教授。2016年東京工業大学環境・社会理工学院建築学系教授。2017年コロンビア大学客員教授。2022年ウルフ賞芸術部門受賞。

## 研究室出身者
建築家の香川貴範、吉村英孝、武井誠、高木俊、長谷川豪、藤村龍至、能作文徳、金野千恵、アリソン理恵、千田知己、起業家の中村真広など。

## 親族
建築家の貝島桃代は妻。

## 著書
- 『ハウジング・プロジェクト・トウキョウ』東海大学出版会 1998
- 『観察と定着（対談）』TOTO出版 2000
- 『建ち方、隣接性、空間の勾配（講演）』INAX出版 2000
- 『ひとつの住宅を建てることによって“住宅地”を設計すること（座談会）』ギャップ出版 2000
- 『Mini House,Moca House』Velrag Anon Pustet Salzburg 2000
- 『メイド・イン・トーキョー』（貝島桃代, 黒田潤三と共著）鹿島出版会 2001
- 『ペット・アーキテクチャー・ガイドブック』ワールド・フォト・プレス 2001
- 『もっと小さな家』アトリエ・ワン 2001
- 『建築の言葉』建築資料研究社 2001
- 『ポジティブ・トーキョー』TNプローブ 2001
- 『空所：都市をいかに再生させるのか？』TOTO出版 2001
- 『ブロークン・パリ』アトリエ・ワン 2001
- 『東京の都市空間のリサーチ』INAX出版 2002
- 『観察と定着』慶應義塾大学出版会 2002
- 『ランドスケープを包囲する建築 「社会性」に対する戦略として』INAX出版 2002
- 『Tokyo Customization Workshop(urban project)』COSTOMIZE 2002
- 『architectural works of Atelier Bow-Wow』Archilab Orleans 2002
- 『メイド・イン・トーキョーの風景ー多重なる社会性』NTT出版 2002
- 『Mini House』Small urban interiors prgeone 2003
- 『レイアウトの法則　アートとアフォーダンス』春秋社 2003
- 『その先の建築』TOTO出版 2003
- 『秋吉台国際建築ワークショップ2002「日常ー風景」』秋吉台国際芸術村 2003
- 『アート・ユニバーシアード　菜の花里美発見展記録集　「晴耕雨読カフェ」』現代企画室 2003
- 『読むことが作ること』東京電機大学出版局 2003
- 『現代住宅研究　隙間』Inax出版 2003
- 『「小さな家」の気づき』王国社 2003
- 『水戸空間診断』アートによる街の再生のための地域教育支援事業実行委員会 2004
- 『狭くて小さいたのしい家』原書房 2004
- 『水戸空間診断、植物の家』カフェ・イン・水戸 2004
- 『現代住宅研究』（西沢大良と共著）INAX出版 2004
- 『10x10_2 100Architects 10 Critics』PHAIDON 2005
- 『EXTREME EURASIA』ARCHITECTURA VIVA 2005
- 『植田実の編集現場』ラトルズ 2005
- 『日本の現代住宅1985-2005』TOTO出版 2005
- 『吉阪隆正の迷宮』TOTO出版 2005
- 『卒業設計で考えたこと。そしていま』彰国社 2005
- 『アトリエ・ワン・フロム・ポスト・バブル・シティ』INAX出版 2006
- 『Future Vision の系譜ー水の都市の未来像』鹿島出版会 2006
- 『マゾヒスティック・ランドスケープ』学芸出版社 2006
- 『建築家の仕事』平凡社 2006
- 『図解アトリエ・ワン』TOTO出版 2007
- 『<<Autrement rue Rebiere>>』Pavillion de l'arsenal 2007
- 『アトリエ・ワンと歩く 金沢、町家、新陳代謝』金沢21世紀美術館 2007
- 『現代住宅のディテール』丸善 2009
- 『空間の響き／響きの空間』（貝島桃代と共著）INAX出版 2009
- 『WindowScape :窓のふるまい学』（能作文徳, 金野千恵と共著）フィルムアート社 2010
- 『建築はどこにあるの？７つのインスタレーション』（貝島桃代と共著）東京国立近代美術館 2010
- 『トウキョウ・メタボライジング』（北山恒, 西沢立衛と共著）TOTO出版 2010
- 『アーキテクチャとクラウド : 情報による空間の変容』（原広司, 池上高志, 吉村靖孝, 柄沢祐輔, 掬矢吉水, 森川嘉一郎, 藤村龍至, 大山エンリコイサム, 南後由和と共著） Millegraph 2010
- 『WindowScape 窓のふるまい学(中国語版）』（能作文徳, 金野千恵と共著）城邦文化事業股份有限公司 2011
- 『北本らしい”顔”の駅前つくりプロジェクト本』（貝島桃代と共著）北本らしい”顔”の駅前つくり実行委員会 2011
- 『治具』教育出版 2012
- 『建築構成学 建築デザインの方法』（坂本一成と共著）実教出版 2012
- 『JA85住宅の系譜 アトリエ・ワンの全42住宅』（貝島桃代と共著）新建築社 2012
- 『Public Space by Atelier Bow-Wow, Tokyo. In the state od Spatial Practice』（貝島桃代と共著）AEDES 2012
- 『WindowScape -Window Behaviourology-』（能作文徳, 金野千恵と共著）pageone 2012
- 『第4世代の住宅』平凡社 2012
- 『線の演習 −建築学生のための美術入門』彰国社 2012
- 『建築と言葉 ー日常を設計するまなざし』（小池昌代と共著）河出書房新社 2012
- 『京都土壁案内』（森田一弥と共著）学芸出版社 2012
- 『線の演習 : 建築学生のための美術入門』（小沢剛と共編著）彰国社 2012
- 『Atelier Bow-Wow: A Primer』Verlag der Buchhandlung Walther Konig 2013
- 『マイクロ・パブリック・スペース』広島市現代美術館 2014
- 『図解2アトリエ・ワン』TOTO出版 2014
- 『コモナリティーズ ふるまいの生産』（佐々木啓, 能作文徳と共著）LIXIL出版 2014
- 『窓と街並の系譜学』（能作文徳と共著）フィルムアート社 2014
- 『WindowScape2 窓と街並の系譜学』（能作文徳と共著）瞼譜出版 2014
- 『窓の仕事学』（能作文徳と共著）フィルムアート社 2017
- 『共感・時間・建築』（山名善之と共編著）TOTO出版 2019
- 『Shinohara's Contrast』Lars Muller 2021